# Johan Levin Carlbom
Johan Levin Carlbom, född 21 oktober 1854 i Åsarp, Kölaby socken, död 21 februari 1916 i Göteborg, var en svensk gymnasielärare och historiker.
Carlbom var son till lantbrukaren Emanuel Niklas Johnson Carlbom. Han var elev vid Skara högre elementarläroverk 1866–1872, avlade mogenhetsexamen vid Göteborgs latinläroverk som privatist 1875 och blev samma år student vid Lunds universitet, där han 1881 blev filosofie kandidat, 1898 filosofie licentiat och 1900 filosofie doktor. Carlbom företog studieresor till Belgien och Frankrike 1885, till Tyskland 1891, 1895 och 1896, till England och Skottland 1892, 1893 och 1894 samt till USA 1901. Han var lärare vid Lunds högre elementarskola för flickor 1882–1884, vikarierande kollega vid Göteborgs femklassiga läroverk i Majorna 1885, extra lärare vid Göteborgs realläroverk 1885–1900 och lärare vid Göteborgs nya elementarskola för flickor 1886–1888. 1900 blev Carlbom adjunkt i modersmålet, tyska och engelska vid Göteborgs latinläroverk. Han åtnjöt tjänstledighet 1901–1906.
Åren 1892–1914 ordnade han och byggde ut Göteborgs latinläroverks geografiska museum och var en av stiftarna av Göteborgs geografiska förening 1908. Han tog även initiativet till geologisk-geografiska kurser på Västkusten 1908 och 1913 och skapade även ett geologiskt-geografiskt bygdemuseum i Göteborg. Carlbom var även verksam som historisk författare, främst med verken Från Weichseln till Bält 1657, tåget över Bält och freden i Roskilde 1658 (1910) varav Karl X Gustav, Bält och Roskilde (1912) var ett populärvetenskapligt sammandrag. Han är begravd på Östra kyrkogården i Göteborg.